# Territoire (éthologie)
Pour les articles homonymes, voir Territoire et Territoire (république démocratique du Congo).

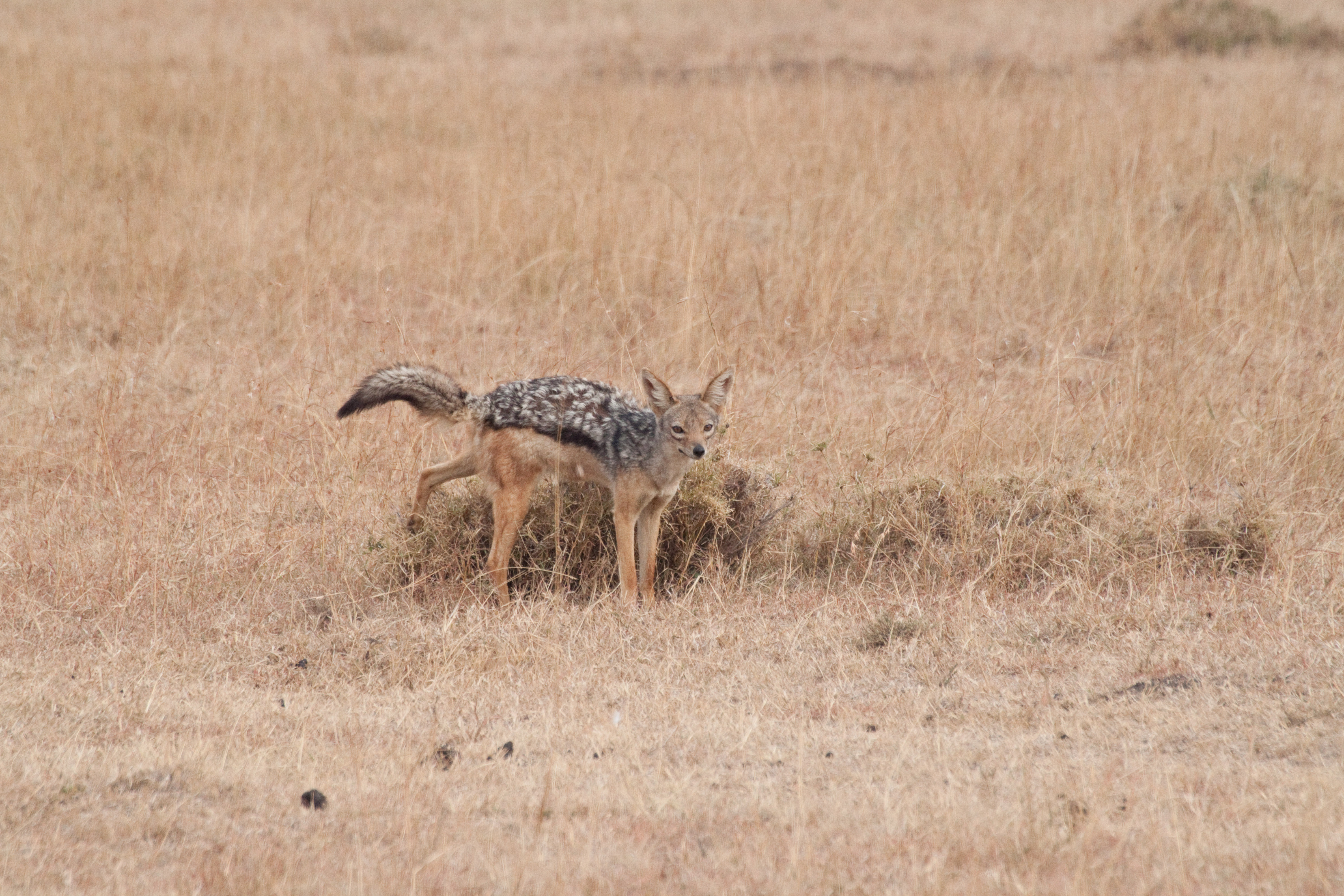
Chacal à chabraque marquant son territoire

En éthologie, le territoire est l'aire sociographique qu'un animal d'une espèce particulière défend systématiquement contre les individus de sa propre espèce, ou d'une autre, qui cherchent à empiéter sur cette zone. Les animaux qui agissent de cette façon sont qualifiés de « territoriaux ». Le territoire peut appartenir à un seul animal, pour les espèces solitaires comme le chat, ou à un groupe, pour les espèces communautaires comme les oiseaux. Le marquage du territoire peut être olfactif, visuel, sonore ou prendre la forme d'une agression ritualisée.
Une même espèce peut adopter un comportement territorial dans certaines circonstances mais pas dans d'autres.
Seule une minorité d'espèces animales est « territoriale ». Plus communément, un individu ou un groupe d'animaux occupent un territoire sans nécessairement le défendre ; cette zone est ce que l'on appelle leur domaine vital. Les domaines vitaux de différents groupes d'animaux se chevauchent souvent, et dans ces zones de chevauchement, les groupes ont tendance à s'éviter plutôt qu'à s'affronter et à s'expulser mutuellement. Au sein du domaine vital, il peut y avoir une zone centrale qu'aucun autre groupe individuel n'utilise, mais, encore une fois, cela résulte d'un évitement.

## Fonctions
Les fonctions de la défense du territoire varient. Pour certains animaux, la raison d'un tel comportement protecteur est d'acquérir et de protéger des sources de nourriture, des sites de nidification, des zones d'accouplement ou d'attirer un partenaire.

## Marquage de territoire

### Marquage olfactif
Le marquage olfactif, également appelé marquage territorial ou pulvérisation lorsqu'il implique la miction , est un comportement utilisé par les animaux pour identifier leur territoire,,.  Le plus souvent, cela se fait en déposant des substances à forte odeur contenues dans l'urine , les fèces ou à partir de glandes odoriférantes spécialisées situées sur différentes zones du corps,. Souvent, l'odeur contient des phéromones ou des protéines porteuses telles que les protéines urinaires majeures pour stabiliser les odeurs et les maintenir plus longtemps.  L'animal qui renifle l'odeur affiche fréquemment une réponse flehmen pour aider à détecter la marque. Le marquage olfactif est souvent effectué par frottement chez de nombreux mammifèress . Chez de nombreuses espèces de mammifères, ce type de marquage est plus fréquent pendant la saison de reproduction. 
Les félidés comme les léopards et les jaguars marquent leurs proies en pulvérisant de l'urine ou en se frottant contre la végétation,,,. Les prosimiens et les singes du Nouveau Monde utilisent également le marquage olfactif, notamment le lavage urinaire ( auto-onction du corps avec de l'urine), pour communiquer,,.  De nombreux ongulés , par exemple le gnou bleu , utilisent le marquage olfactif.
Le marquage olfactif territorial peut impliquer des comportements spécifiques à cette activité. Lorsqu'un loup marque son territoire , il lève une patte arrière et urine sur un « poteau » olfactif (généralement un arbre, un rocher ou un buisson).  Cette miction avec la patte levée est différente de la miction normale, qui se fait en position accroupie. Des postures de miction similaires sont utilisées par les coyotes et les chacals dorés . 
Les mâles et les femelles des lémurs catta ( Lemur catta ) marquent les surfaces à l'aide de leurs glandes odoriférantes anogénitales . Pour ce faire, ils effectuent un poirier pour marquer les surfaces verticales, saisissant le point le plus élevé avec leurs pieds tout en appliquant l'odeur. 
Chez l'abeille charpentière, Xylocopa virginica , les deux sexes possèdent des glandes qui ont évolué pour marquer le nid. Les mâles, bien qu'ils aient la glande, sont incapables de produire la substance de marquage. Les femelles sécrètent cette substance près de l'entrée du site du nid pour marquer leur territoire. 
Les wombats utilisent leurs excréments pour marquer leur territoire. Ils ont développé une anatomie intestinale spécialisée pour produire des excréments cubiques afin de s'assurer que les excréments ne roulent pas.

### Marquage visuel
Plusieurs espèces grattent ou mâchouillent les arbres, laissant une marque visuelle de leur territoire.  
Cette pratique est parfois combinée à un frottement sur l'arbre, ce qui peut laisser des touffes de poils. C'est le cas du lynx du Canada ( Lynx canadensis )  et de l' ours noir d'Amérique ( Ursus americanus ),. De nombreux animaux ont des glandes odoriférantes dans leurs pattes ou déposent de la fourrure pendant le marquage des arbres, de sorte que le marquage des arbres peut être une combinaison de « publicité » visuelle et olfactive pour la présence d'un animal dans un territoire. 

### Marquage sonore
De nombreux animaux utilisent des vocalisations pour signaler leur territoire. Il peut s'agir de signaux brefs transmis uniquement lorsque l'animal est présent. Parmi les animaux qui utilisent des signaux sonores, on peut citer les oiseaux, les grenouilles et les canidés.

#### Chants
Certaines espères de passereaux chantent pour délimiter leur territoire, et rivalisent dans des sortes de concours de chant. Selon les chercheurs Eric Darrouzet et Vincent Albouy, ces oiseaux s'interrompent à intervalles réguliers pour entendre la réplique donnée à leur chant. « La durée des chants, leur force, l’endroit où se tiennent les chanteurs permettent à chacun d’évaluer la motivation de l’autre, et de négocier ainsi l’emplacement des frontières ». Celui qui « gagne » est celui qui prolonge le plus longtemps son chant, qui répond le plus vite. Son rival abandonne alors le terrain, qui sera occupé par le chanteur le plus « bruyant ». 
La maîtrise du chant suppose une période d'apprentissage.

#### Cris
Les loups signalent leur territoire aux autres meutes en combinant marquage olfactif et hurlement. Dans certaines conditions, les hurlements des loups peuvent être entendus sur des zones allant jusqu'à 130 km2.  Lorsqu'ils hurlent ensemble, les loups adoptent des tonalités différentes plutôt que de chanter en chœur sur la même note, créant ainsi l'illusion qu'il y a plus de loups qu'il n'y en a en réalité. Les loups de différentes régions géographiques peuvent hurler de différentes manières : les hurlements des loups européens sont beaucoup plus longs et mélodieux que ceux des loups d'Amérique du Nord, dont les hurlements sont plus forts et mettent davantage l'accent sur la première « syllabe ». 

### Agression ritualisée

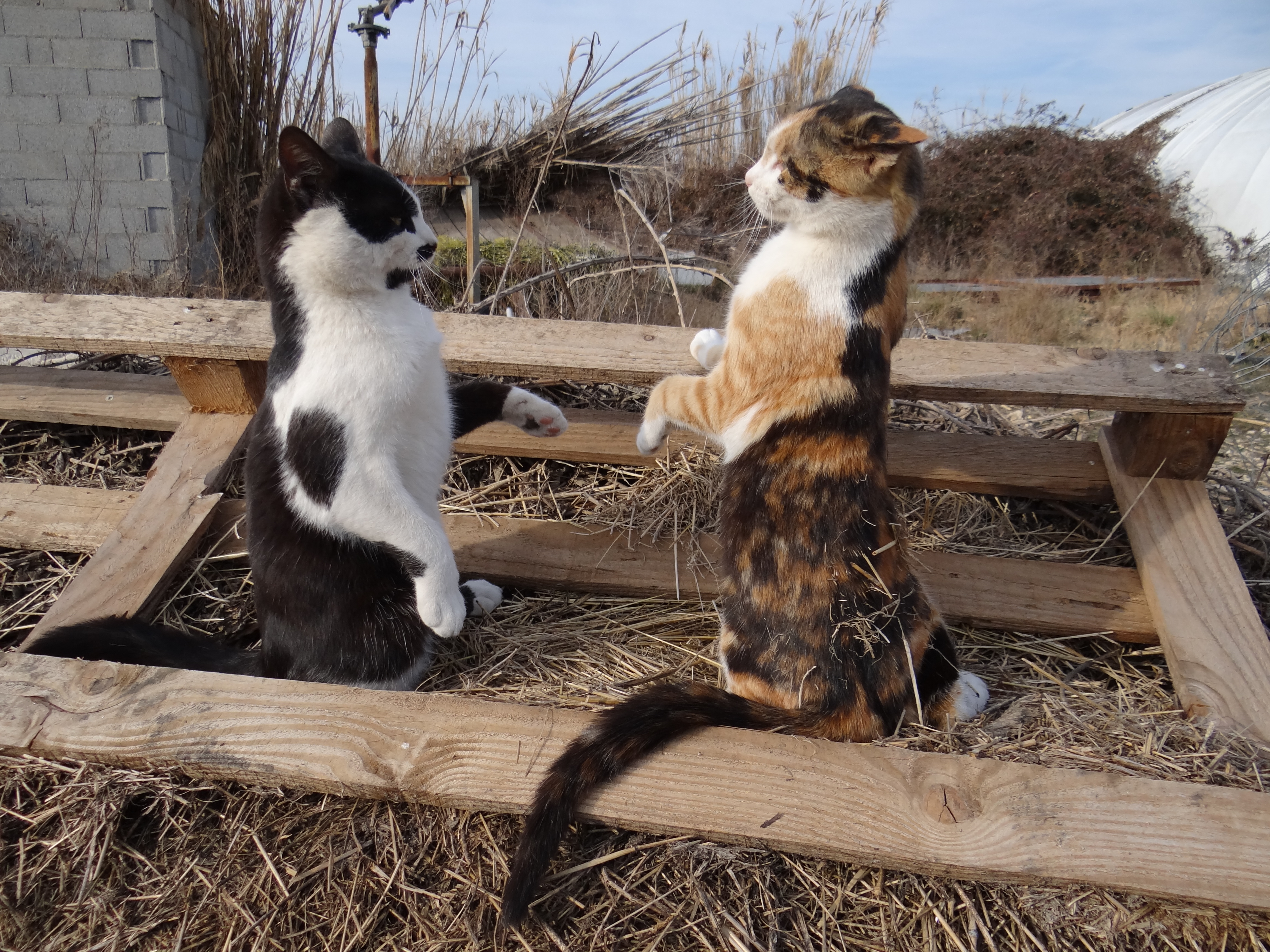
Deux chats domestiques en posture classique de défense de leur territoire.

Les animaux utilisent une série de comportements pour intimider les intrus et défendre leur territoire, mais sans s'engager dans des combats coûteux en termes d'énergie et de risque de blessure. Il s'agit d' agression ritualisée . Cette défense implique souvent une série graduelle de comportements ou de démonstrations qui incluent des gestes menaçants (tels que des vocalisations, l'ouverture des ailes ou des branchies, le soulèvement et la présentation des griffes, des hochements de tête, des battements de queue et du corps) et enfin, une attaque directe.

## Variations dans le comportement territorial
La territorialité n'est pas toujours une caractéristique comportementale fixe d'une espèce. Par exemple, les renards roux (Vulpes vulpes ) établissent des domaines vitaux stables dans des zones particulières ou sont itinérants sans domicile fixe.  
Les territoires peuvent varier avec la saison. Par exemple, les rouges-gorges européens défendent leur territoire en couple pendant la saison de reproduction, mais individuellement pendant l'hiver. La disponibilité des ressources peut entraîner des changements de territorialité. Par exemple, certains nectarivores défendent leur territoire uniquement le matin, lorsque les plantes sont les plus riches en nectar. 
Chez les espèces qui ne forment pas de liens de couple, les territoires des mâles et des femelles sont souvent indépendants, c'est-à-dire que les mâles défendent leur territoire uniquement contre d'autres mâles et les femelles uniquement contre d'autres femelles. Dans ce cas, si l'espèce est polygyne , un territoire de mâle contient probablement plusieurs territoires de femelles, alors que chez certaines espèces polyandres comme le jacana du Nord, cette situation est inversée.